# Зимбах ам Ин
Зимбах ам Ин (њем. Simbach am Inn) град је у њемачкој савезној држави Баварска. Једно је од 31 општинског средишта округа Ротал-Ин. Према процјени из 2010. у граду је живјело 9.808 становника. Посједује регионалну шифру (AGS) 9277145.

## Географски и демографски подаци
Зимбах ам Ин се налази у савезној држави Баварска у округу Ротал-Ин. Град се налази на надморској висини од 345 метара. Површина општине износи 47,3 km². У самом граду је, према процјени из 2010. године, живјело 9.808 становника. Просјечна густина становништва износи 207 становника/km².

## Међународна сарадња
| Мјесто  | Држава               | Врста сарадње | Од    |
| ------- | -------------------- | ------------- | ----- |
| Скиптон | Уједињено Краљевство | партнерство   | 1983. |
| Извор   |                      |               |       |